# Jakob Gessner
Pour les articles homonymes, voir Gessner.
Jakob Gessner (Jakob Geßner), né le 1er février 2000 à Erfurt, est un coureur cycliste allemand. 

## Biographie
Jakob Gessner est formé au RSC Turbine Erfurt. Son grand frère Konrad a également été coureur cycliste au niveau continental. 
Après de bons résultats juniors, il est recruté par l'équipe continentale Heizomat rad-net.de en 2019 pour ses débuts espoirs. Son directeur sportif Ralf Grabsch le présente alors comme un coureur relativement complet, à la fois bon rouleur et bon grimpeur. Lors de la saison 2021, il prend la troisième place du championnat d'Allemagne sur route espoirs, organisé conjointement avec les Suisses et Luxembourgeois. 
En 2022, il décide de rejoindre la formation Lotto-Kern-Haus. À la fin du printemps, il se distingue sur le territoire italien en terminant cinquième des Strade Bianche di Romagna, neuvième du Trofeo Alcide Degasperi et dix-neuvième du Tour d'Italie espoirs. Il remporte ensuite le classement de la montagne du Tour d'Allemagne durant le mois d’août, grâce à plusieurs échappées.

## Palmarès et résultats

### Palmarès par année
- 2017
  - 2e du championnat d'Allemagne de l'américaine juniors
  - 2e du championnat d'Allemagne sur route juniors
  - 3e du Cottbuser Junioren-Etappenfahrt
- 2018
  - 2e du championnat d'Allemagne du contre-la-montre juniors
  - 3e du Giro della Lunigiana
- 2020
  - Tour du Sachsenring
- 2021
  - 3e du championnat d'Allemagne sur route espoirs
- 2023
  - Tour de Allgäu :
    - Classement général
    - 2e étape

  - 2e du championnat d'Allemagne de la montagne

### Classements mondiaux
| Année                                 | 2019  | 2020  | 2021  | 2022  |
| ------------------------------------- | ----- | ----- | ----- | ----- |
| Classement mondial                    | 2518e | 2189e | 1390e | 1401e |
| UCI Europe Tour                       | 1600e | 1586e | 989e  | 953e  |
|                                       |       |       |       |       |
| Légende : nc = non classéSource : UCI |       |       |       |       |